# Fedot Shubin
Fedot Ivánovich Shubin (28 de mayo de 1740 - 24 de mayo de 1805) fue uno de los mayores escultores de la Rusia del siglo XVIII.
Hijo de campesinos, Shubin nació en un pueblo pomor cerca de Jolmogory (entonces guberniya de Arcángel) e, inspirado por su vecino Mijaíl Lomonósov, se desplazó a San Petersburgo a los dieciocho años. Lomonósov tuvo conocimiento de sus habilidades en el tallado de colmillos de morsa (una artesanía tradicional popular en Jolmogory) y le ayudó a entrar en la recientemente establecida Academia Imperial de las Artes, donde su instructor Nicolas-François Gillet, quedó tan impresionado de su talento que le premió con una medalla de oro, lo que le daría la oportunidad de aumentar su formación en el extranjero (Grand Tour).
A través de la ayuda de Falconet, en 1767 se unió al taller del gran Pigalle en París. Tres años después se marchó a Roma, donde esculpre en 1771 el retrato del conde Iván Shuválov y de su sobrino, el príncipe Fiódor Golitsin (1751-1827). También esculpió un busto de la emperatriz Catalina II. Los favoritos de la emperatriz, los condes Alexéi y Fiódor Orlov, le encomiendan también a él obras. Tiempo después se reunnirá con Demidov en Bolonia, donde recibe un diploma de la academia por sus trabajos. Desde su regreso a Rusia en 1772, Shubin se convierte en el escultor de moda del país. Sus primeras obras en este período son encargadas por el príncipe Aleksandr Golitsin (1723-1807), vicecancilelr, cuyo busto será visto por Falconet. Asimismo, Shubin es apreciado por la rapidez con la que elabora sus obras, apenas un mes para un busto, como el de la condesa Panin o el del mariscal Rumiántsev (1777, que presentan las características de su modelo.
En la década de 1770 y 1780, ejecutó numerosas obras para el Palacio de Mármol y el Monasterio de Alejandro Nevski, diseñó cincuenta y ocho medallones representando a todos los soberanos rusos de Riúrik en adelante, siendo admitido como académico en la Academia de Artes. A pesar de ello, las intrigas de sus rivales minaron su carrera, por lo que fue destituido hasta 1794, concediéndole definitivamente un profesorado la Academia en 1801. Son destacables su bajorrelieve de Antonio Rinaldi en el palacio de Gátchina (1782 y su estatua de mármol de Catalina la Grande (1789-1790), representada como Minerva. A pesar de tener bastante trabajo en esa época, la moda cambia: una de sus últimas obras, que representa un busto de Alejandro I (1801), que hoy se encuentra en el museo de Vorónezh, da una cierta impresión de frialdad. El escultor que tenía cada vez menos fama, y al que se le quemó el taller en 1801, muere sin apenas reconocimiento.

## Galería

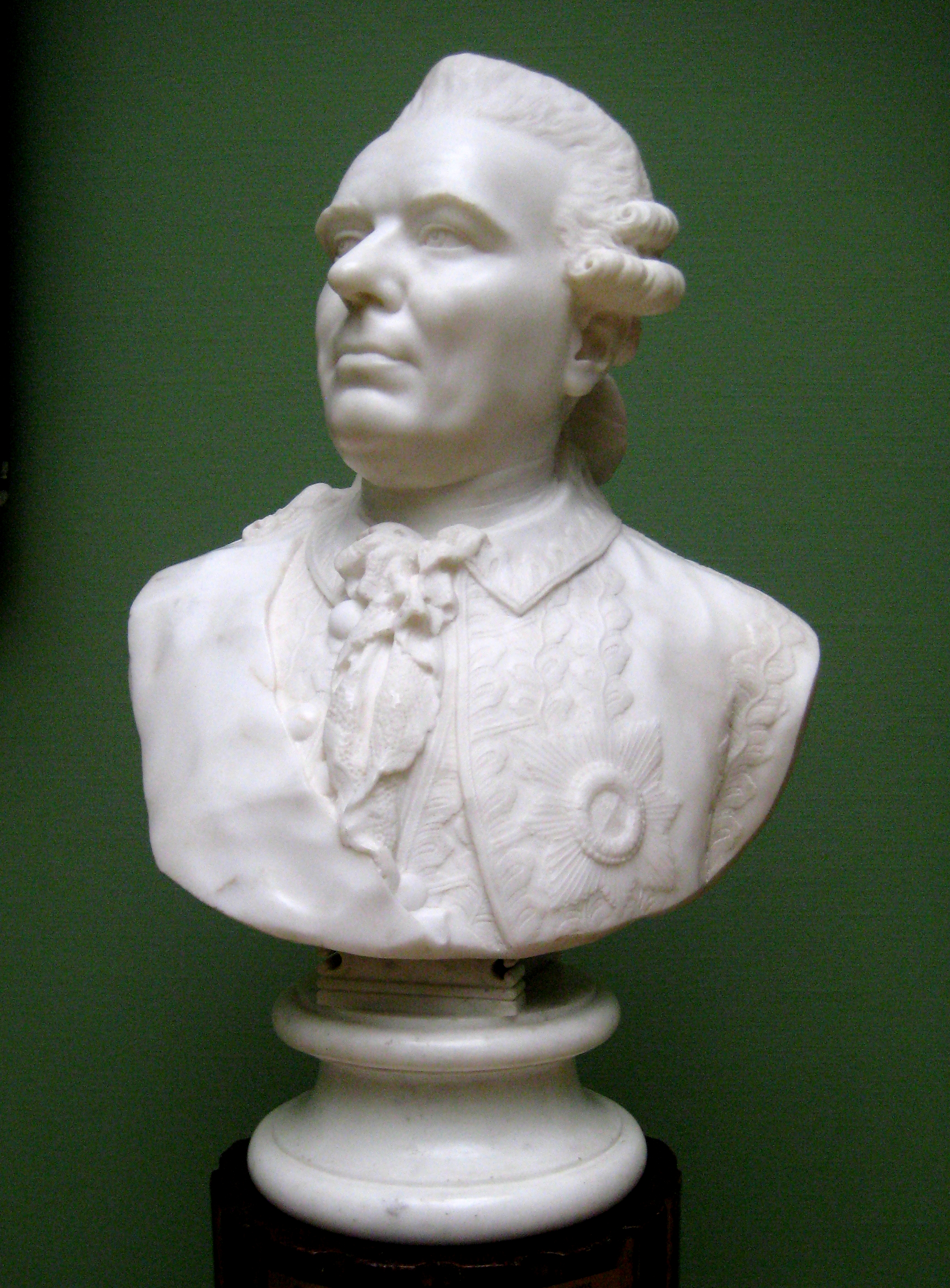
El general Zachar Tchernyshev por Shubin.
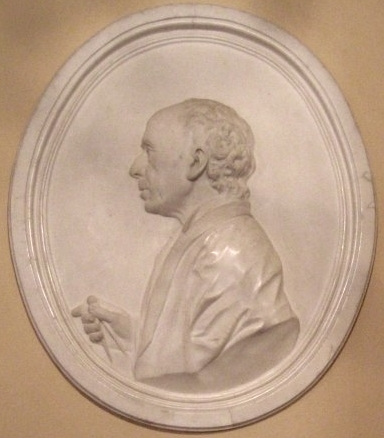
Bajorrelieve de Antonio Rinaldi de 1782 por Shubin, en el palacio de Gátchina.
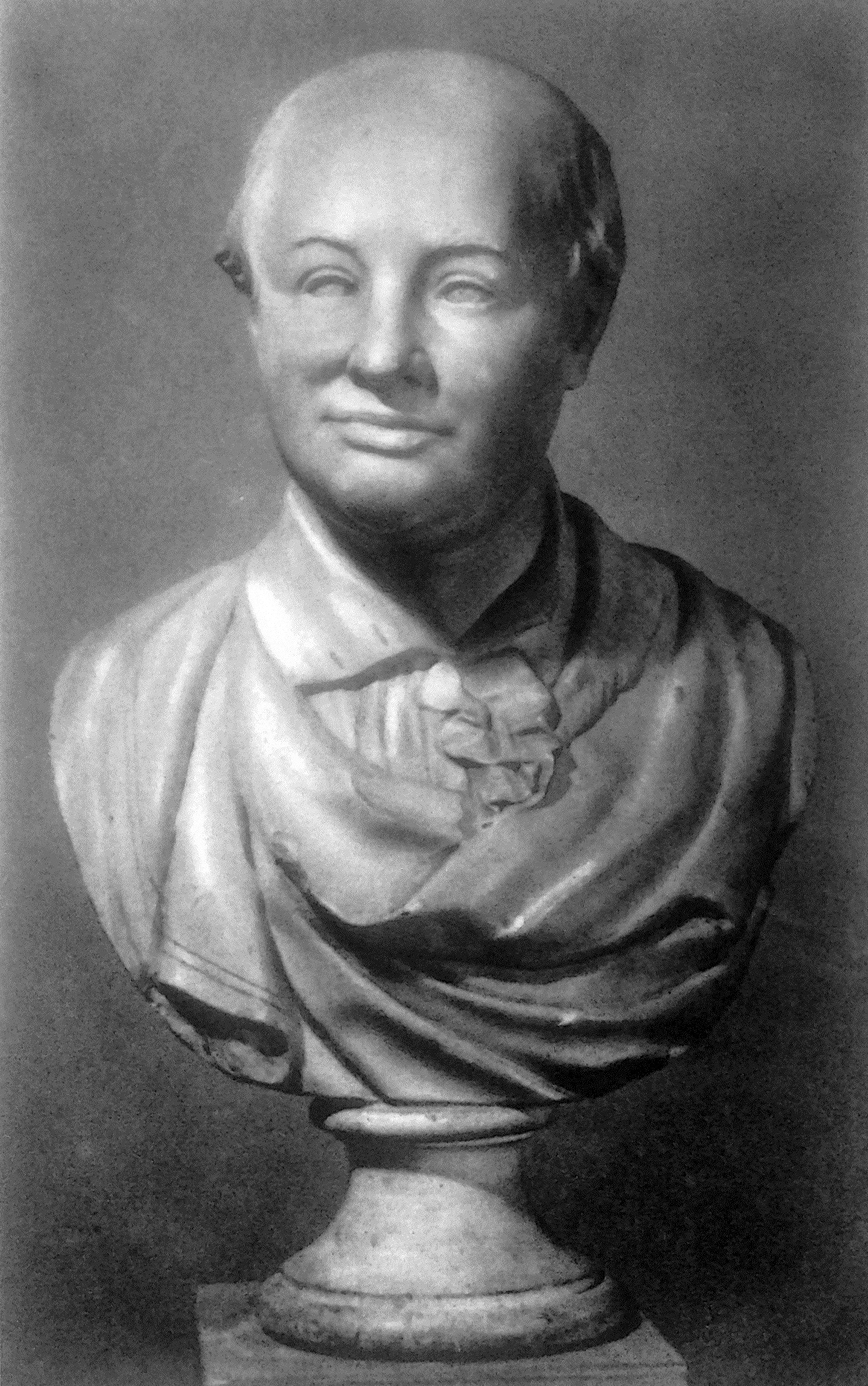
Busto de Lomonosov.
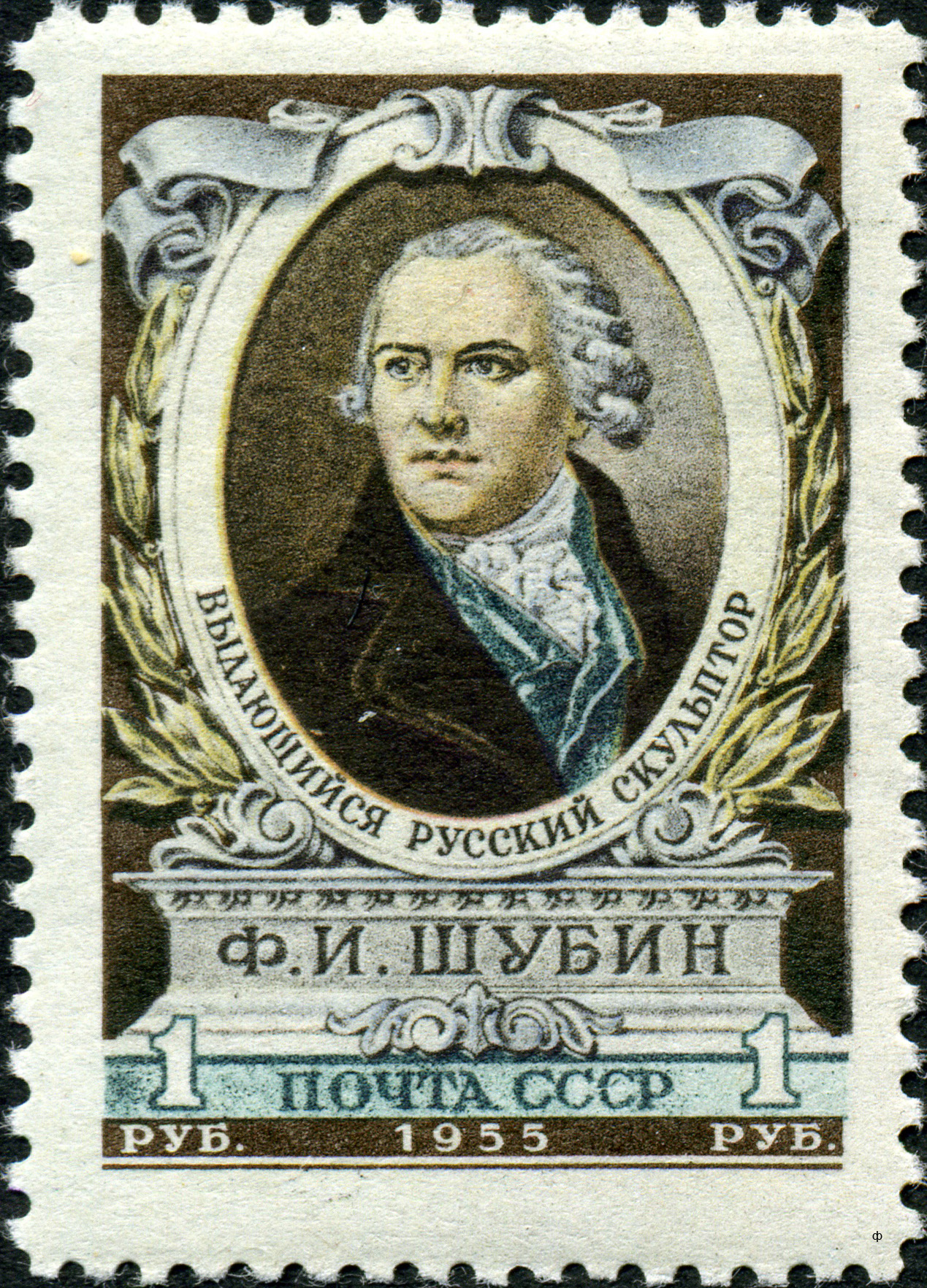
Sello de la URSS en homenaje a Fedot Shubin.